# Palazzo Poli (Roma)

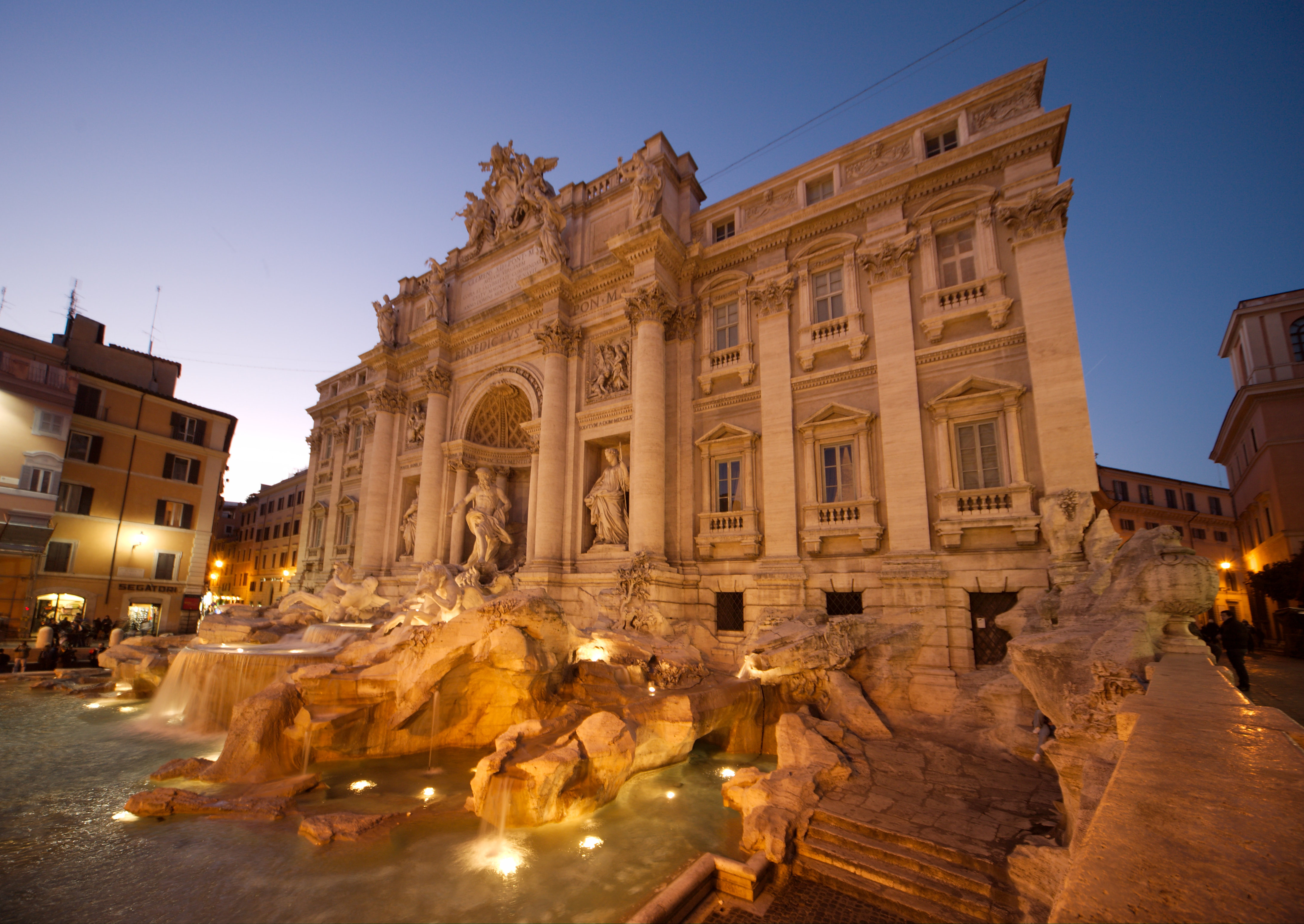
Vista do palácio com a Fontana di Trevi bem à frente na Piazza di Trevi.

Palazzo Poli, cujo nome mais apropriado provavelmente deveria ser Palazzo Conti di Poli, é um palácio histórico localizado no rione Trevi de Roma. O edifício, em cuja fachada atualmente está encostada a Fontana di Trevi, o monumento mais famoso do rione, abriga, juntamente com o vizinho Palazzo della Calcografia Nazionale, a sede do Istituto Centrale per la Grafica (conhecido como Calcografia Nazionale) e o museu chamado Istituto Nazionale per la Grafica, uma importante coleção de calcogravuras em cobre do século XVI em diante.

## História
A parte mais antiga do edifício, com a fachada de frente para Piazza Ceri, finalizada no início do século XVII, foi encomendada pelo duque Cesi di Ceri, que, em 1566 adquiriu o Palazzo Del Monte, que ficava no local. A tarefa de construir o novo edifício, incorporando também propriedades vizinhas, foi entregue ao arquiteto Martino Longhi, o Velho, e, depois de sua morte, a Ottaviano Mascherino. Depois de novas ampliações feitas pela família Borromeo, herdeiros da propriedade dos Ceri, o edifício foi adquirido em 1678 por Lucrezia Colonna, futura esposa de Giuseppe Lotario Conti, duque de Poli, que emprestou seu nome ao edifício. A ele, que era irmão do papa Inocêncio XIII, se devem outras ampliações importantes e a compra de mais edifícios adjacentes de frente para a Piazza di Trevi: o palacete conhecido como Schiavo dei Carpegna e a casa dell'Arte della Lana (ou Vitelleschi). 

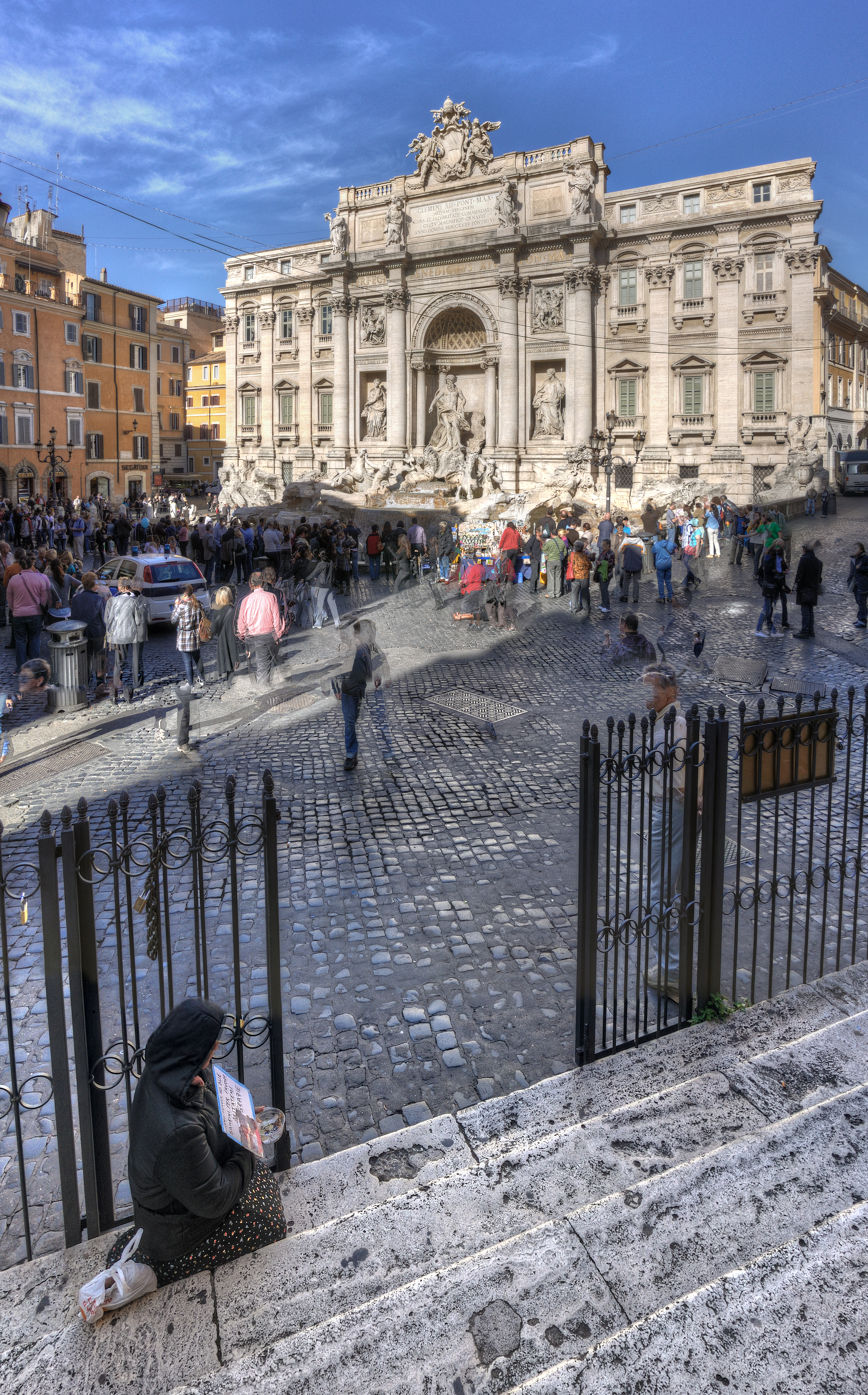
Palácio e a fonte vistos a partir da igreja de Santi Vincenzo e Anastasio a Trevi.

O duque Stefano Conti, filho de Giuseppe Lotario, completou as obras de reestruturação das novas propriedades anexas, estendendo o palácio até os limites atuais, até Piazza di Trevi, entre 1728 e 1730, pouco antes o início das obras da nova Fontana del Salvi em 1732. Luigi Vanvitelli foi o responsável por dar-lhe uma fachada monumental para receber a fonte, o que levou à demolição da porção central do edifício. Em 1808, com a morte do duque Michelangelo Conti sem filhos, o edifício passou para um primo distante, o duque Francesco Sforza Cesarini, que, já em 1812, o vendeu para Luigi Boncompagni Ludovisi. 
Na década de 1830, a princesa e poeta russa Zinaïda Volkonskaya, que chegou da Rússia em 1829 na companhia do acadêmico russo Stepan Chevyriov, viveu no palácio e patrocinou um salão literário no Palazzo Poli e na Villa Wolkonsky. Entre 1845-1846, o arqueólogo e numismata alemão Sibylle Mertens-Schaaffhausen alugou o palácio e o transformou num prestigiado centro da vida social romana. Os hóspedes de seus salões literários e festas sociais salões incluíram Ottilie von Goethe, o pintor Elisabeth Jerichau-Baumann, o arqueólogo Eduard Gerhard, a astrônoma e matemática Mary Somerville e a escritora Fanny Lewald.
Depois de pouco mais de setenta anos, a propriedade foi vendida aos empreiteiros Belloni, Basevi e Vitali, que alteraram profundamente a parte mais antiga do Palazzo Ceri, já parcialmente destruído por causa das obras da Via del Tritone. Em 1888, a Comuna de Roma expropriou a parte ainda intacta do palácio Poli para salvaguardar a fonte e o edifício foi destinado a abrigar escritórios. Em 1939, o palácio foi vendido a particulares como pagamento pela construção, em nome do governo da cidade, de novos escritórios na Via del Mare. Com a compra pelo Istituto di S. Paolo di Torino, em 1978, o edifício histórico tornou-se propriedade do estado italiano.

## Interior
A Sala Dante é a mais importante do edifício, não só pelo seu tamanho excepcional e pela vista exclusiva sobre a Fontana di Trevi, mas também pelos vários usos importantes que foram feitos dela ao longo de quase três séculos. Construída na década de 1620 por Stefano Conti, duque de Poli, sobrinho do papa Inocêncio XIII, para acomodar a biblioteca preciosa família, a sala foi utilizada depois também como um salão de festas. Nos primeiros anos do século XIX, a sala serviu de estúdio para o pintor Francesco Manna. O nome histórico da sala lembra a iniciativa do cavaleiro Romualdo Gentilucci, que, entre 1865 e 1866, alugou e reformou o recinto para hospedar as 27 grandes pinturas da Galleria Dantesca, que ele encomendou a pintores famosos da época com base nos desenhos de Filippo Bigioli. Estas pinturas, de dimensões enormes (4x6 m), foram exibidas alternadamente ao público com mecanismos especiais e jogos de luzes. Para a inauguração da sala, a Sinfonia Dantesca de Liszt, para grande orquestra e coro, foi declamada em discurso erudito e novos versos foram compostos sob a inspiração das cenas da "Divina Comédia". 

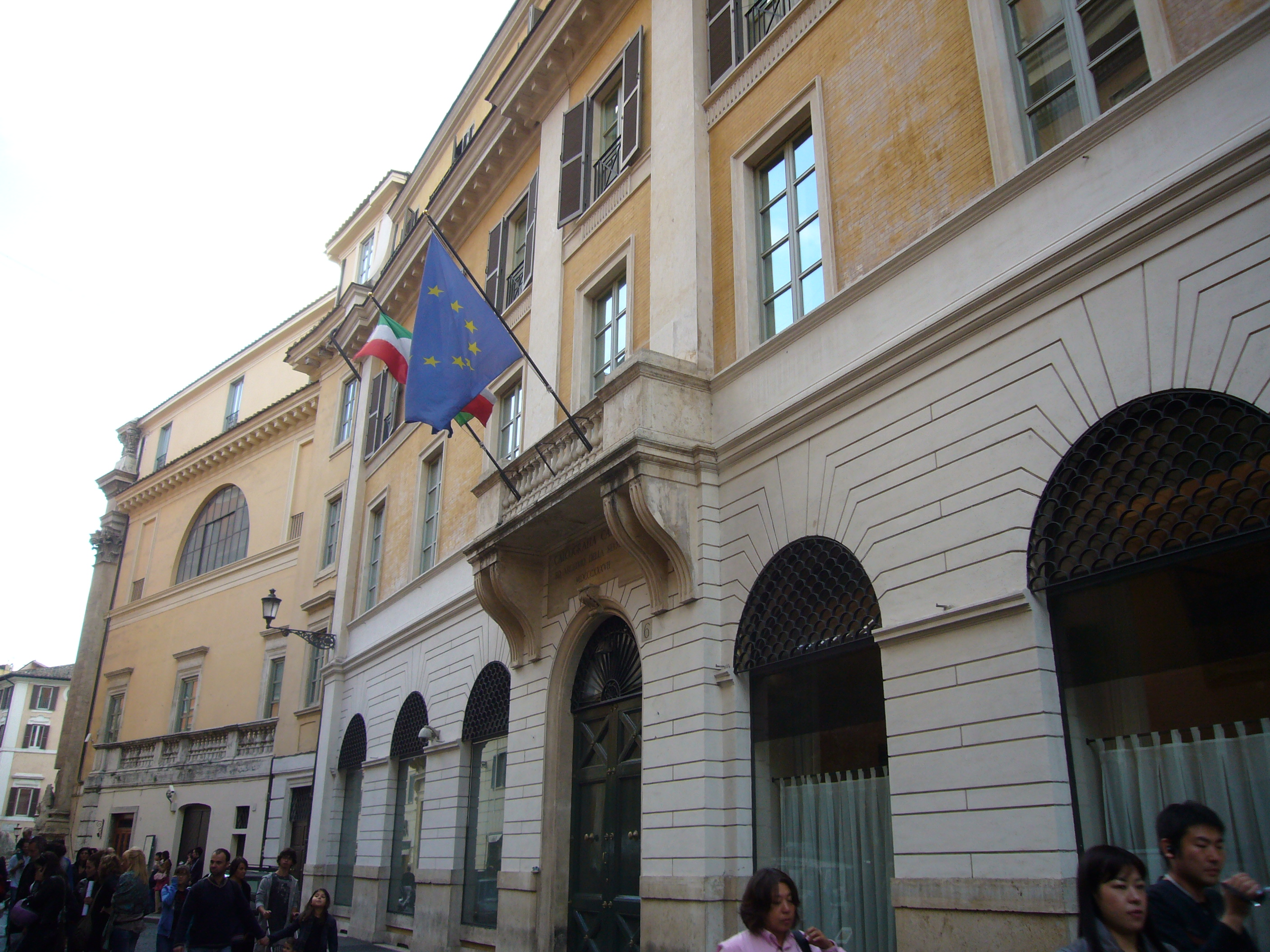
Fachada lateral, na Via della Stamperia. A Fontana de Trevi (não visível) pode ser alcançada no final desta via, à direita.

A iniciativa cultural da Galleria Dantesca, muito apreciada pelos seus contemporâneos, surgiu depois de alguns anos. Imediatamente após a unificação da Itália, a sala foi alugada para o famoso músico Tullio Ramacciotti, que, por sua vez, sublocou-a para as empresas bancárias e comerciais para a realização de reuniões, para clubes para festas de dança, para outros músicos e, muitas vezes, para a Società Orchestrale Romana. Esta sociedade, em 1891, alugou-a diretamente da Comuna de Roma, mas manteve o sistema de sublocação. Até o final do século, foi um dos locais romanos mais renomados para concertos, às vezes hospedando conferências ou festas de pessoas famosas. Já em declínio durante a primeira metade do século XX, este grande ambiente foi utilizado para abrigar escritórios da Comuna. Desde que o edifício se tornou a sede do Istituto centrale per la grafica e graças à restauração funcional pelo arquiteto Agostino Tropea, a prestigiada Sala Dante, depois de muitos anos de negligência, tornou-se novamente importante centro cultural e de exposições.